# Симеон Стълпник
Симеон Стълпник (на гръцки: Συμεών ο Στυλίτης), известен сред българите още като Симеон орач и Симеон брульо, е християнски светец живял през IV - V век. 
Според житието му е роден през 357 г. в Мала Азия в семейство на бедни християни. На 18-годишна възраст постъпва в манастир, след което заживява първо в манастир с други монаси (предполагаемо в областта Халеб, Сирия, а след това и сам - като отшелник в трудно достъпна планинска пещера. По-късно решава да се изолира напълно от света, като заживява в каменна кула, висока 40 лакти, изградена по негов проект, поради което е наречен Стълпник, което име е възприето и като наименование на последователите му.
Смята се, че е постигнал значително дълголетие и е починал на 103-годишна възраст, въпреки че систематично се поддържа в лошо здравословно състояние, като отглежда в тялото си миниатюрни животни, описвани като "червеи" (вероятно - ларви на насекоми).